# Melolontha nepalensis
Melolontha nepalensis är en skalbaggsart som beskrevs av Hope 1831. Melolontha nepalensis ingår i släktet Melolontha och familjen Melolonthidae. Inga underarter finns listade i Catalogue of Life.